# Rueda de Ginebra

Animación de un mecanismo de rueda de Ginebra de seis engranajes: nótese que solo gira mientras está en contacto con el pivote, creando un movimiento circular intermitente.

La rueda de Ginebra, también conocida como cruz de Malta, es un mecanismo que convierte un movimiento circular continuo en un movimiento circular intermitente. Consiste en un engranaje donde la rueda motriz tiene un pivote que alcanza un carril de la rueda conducida y entonces avanza un paso. La rueda motriz dispone además de un bloque circular que le permite completar el giro manteniendo la rueda conducida bloqueada.

## Introducción
El nombre deriva del primer dispositivo usado en relojes mecánicos, siendo Suiza y Ginebra importantes centros de manufactura relojera. También se le conoce como mecanismo de la cruz de Malta, debido a su parecido visual.
En la disposición más típica, la rueda motriz tiene cuatro carriles, por lo que la rueda conducida avanza un paso de 90° por cada giro de la rueda motriz. Si tiene n raíles, avanza 360/n.º por cada rotación completa.
Debido a que el mecanismo debe estar muy bien lubricado, a menudo se encuentra cerrado en una cápsula de aceite.

## Usos y aplicaciones
Una aplicación de la rueda de Ginebra son los proyectores de cine. La película no corre continuamente en el proyector, sino que avanza fotograma a fotograma, permaneciendo frente a la lente 1/24 de segundo. Este movimiento intermitente se consigue utilizando la rueda de Ginebra. (Los proyectores modernos pueden usar un mecanismo controlado electrónicamente o un motor paso a paso, que permite el bobinado rápido de la película.) Los primeros usos de la rueda de Ginebra en proyectores de cine se remontan a 1896, en los aparatos de Oskar Messter y Max Gliewe, y el teatrógrafo de Robert William Paul. Los proyectores anteriores, incluyendo el de Thomas Armat, comercializado por Edison como Vitascopio, usaban un mecanismo rítmico, inventado por Georges Demenÿ en 1893, para conseguir el transporte intermitente de la película.
La rueda de ginebra también ha sido usada en relojes mecánicos, no solo como elementos motores, sino también como limitadores de la tensión del muelle, para que opere en un rango donde su elasticidad tenga un comportamiento lineal. Si uno de los carriles de la rueda se cierra, el número de vueltas que la rueda motriz puede dar es limitado. En los relojes, la rueda motriz es la que enrolla el muelle, y la rueda de Ginebra con cuatro carriles abiertos y uno cerrada es la que previene el sobre-bobinado del muelle. Este sistema, llamado paro de Ginebra, fue invención de los relojeros del siglo XVII o XVIII.
Otras aplicaciones incluye el cambio de plumas en plotteres, dispositivos de muestreo automático, tablas de clasificación y líneas de ensamblaje, cargadores para máquinas CNC, y similares. El reloj de anillo de acero usa un mecanismo de Ginebra que produce movimientos intermitentes en uno de sus anillos.
También fue utilizada para cambiar los filtros en la cámara de encuadre de la misión Dawn utilizado para la imagen del asteroide Vesta 4 en 2011. Fue seleccionado para asegurar que si el mecanismo fallara al menos un filtro sería utilizable.

## Rueda de Ginebra interna o inversa

Animación que muestra una rueda de Ginebra interna en funcionamiento.

Pese a que la rueda suele ser según el diagrama anterior, también existe un mecanismo interno. No se puede reducir tanto de tamaño y no soporta tanta tensión mecánica. El eje de la rueda motriz solo puede tener un pivote en un lado. El ángulo que la rueda motriz tiene que rotar para mover la rueda conducida siempre es menos que 180° en el mecanismo externo, mientras que en el interno el ángulo de rotación siempre es superior a 180°. Así, el tiempo que pasa en movimiento la rueda conducida es mayor que el tiempo que transcurre en reposo.
La forma externa es la más común, ya que se puede construir más pequeño y puede soportar un mayor estrés mecánico.

## Rueda de Ginebra Esférica
Otra variante es la Rueda de Ginebra esférica.

Rueda de Ginebra esférica.

## Cinemática

Curvas de movimiento para una vuelta de la rueda motriz, de arriba abajo: θ posición angular, ω la velocidad angular, aceleración angular α y el tirón angular j_{a}

La figura muestra los movimientos curvas para cuatro ranuras externas en la rueda de Ginebra, en unidades arbitrarias. Hay una discontinuidad en la aceleración cuando el pasador de la rueda entra y sale de la ranura. Esto genera un pico “infinito” de tirones (pico Dirac), y por lo tanto vibraciones.